# Ovenna imitans
Ovenna imitans är en fjärilsart som beskrevs av Paul Mabille 1879. Ovenna imitans ingår i släktet Ovenna och familjen björnspinnare. Inga underarter finns listade i Catalogue of Life.